# Platycis minutus
Platycis minutus är en skalbaggsart som först beskrevs av Fabricius 1787.  Platycis minutus ingår i släktet Platycis, och familjen rödvingebaggar. Arten är reproducerande i Sverige.

## Bildgalleri

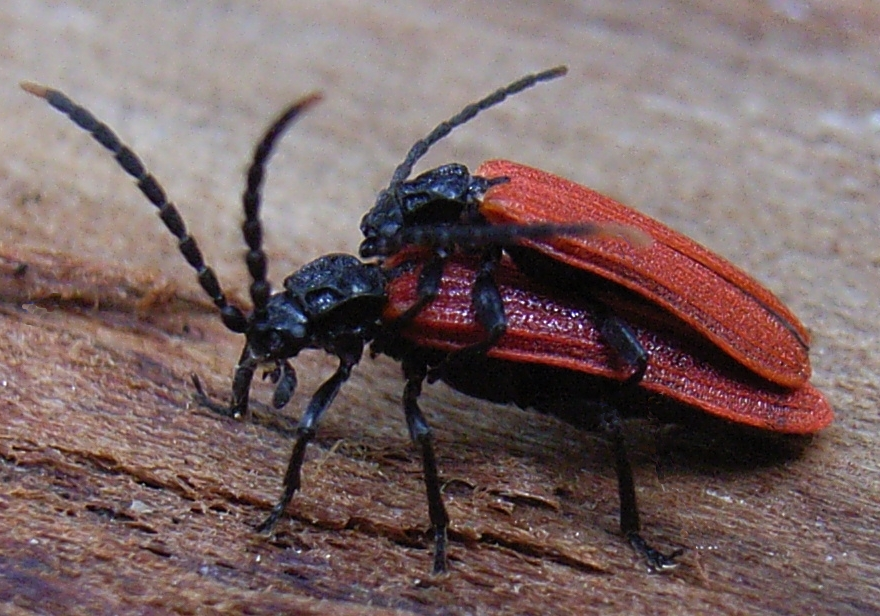
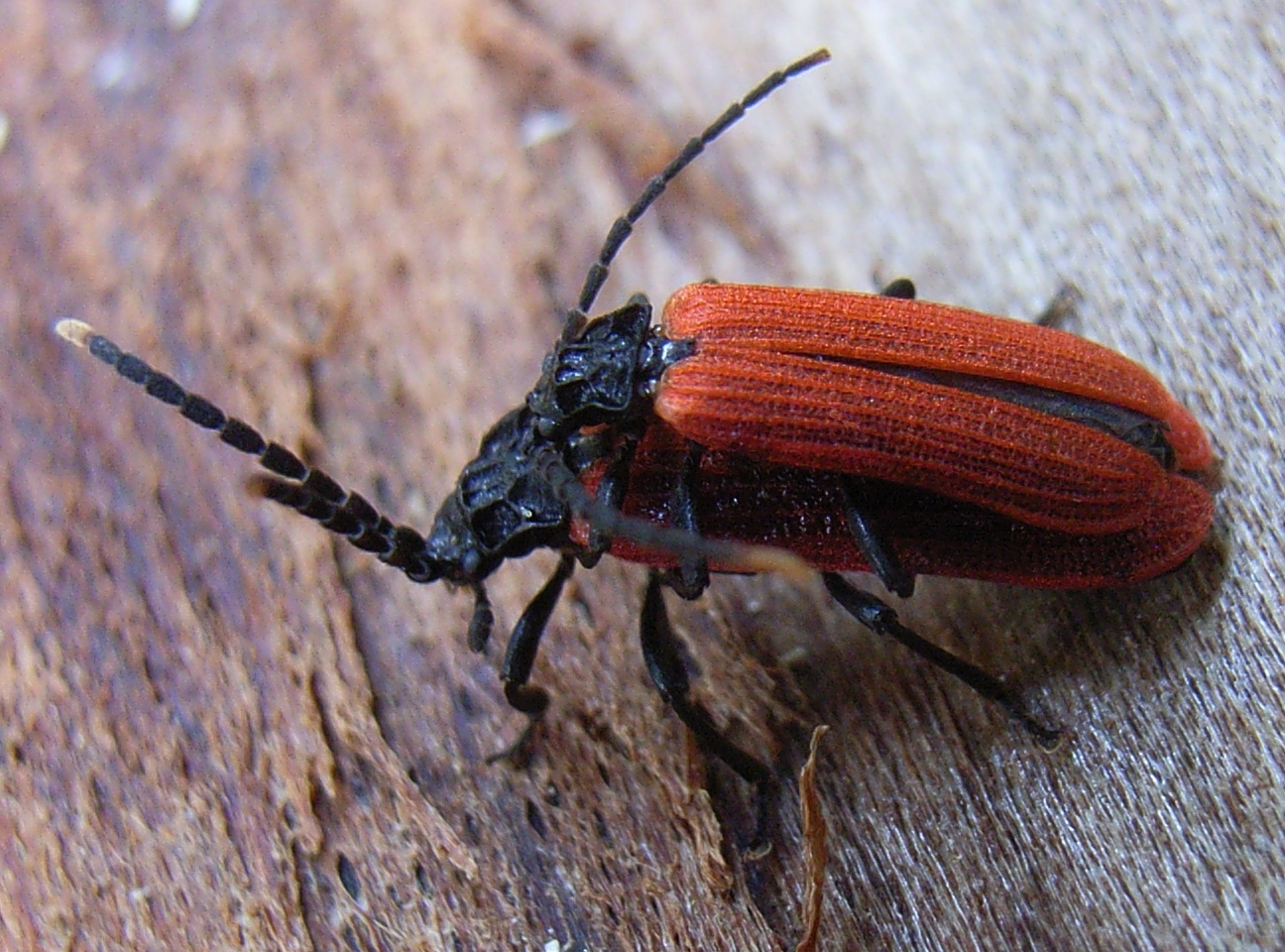
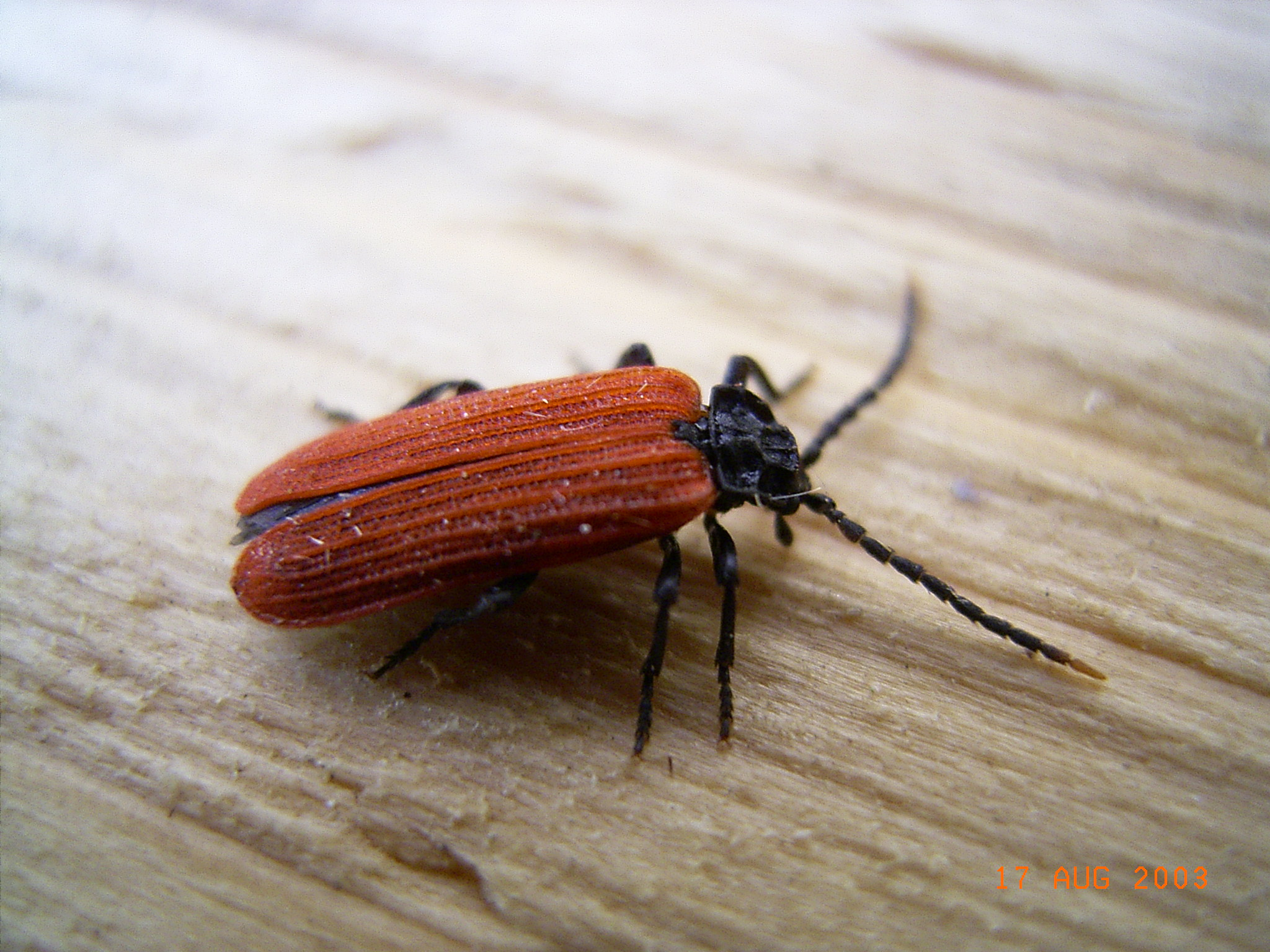
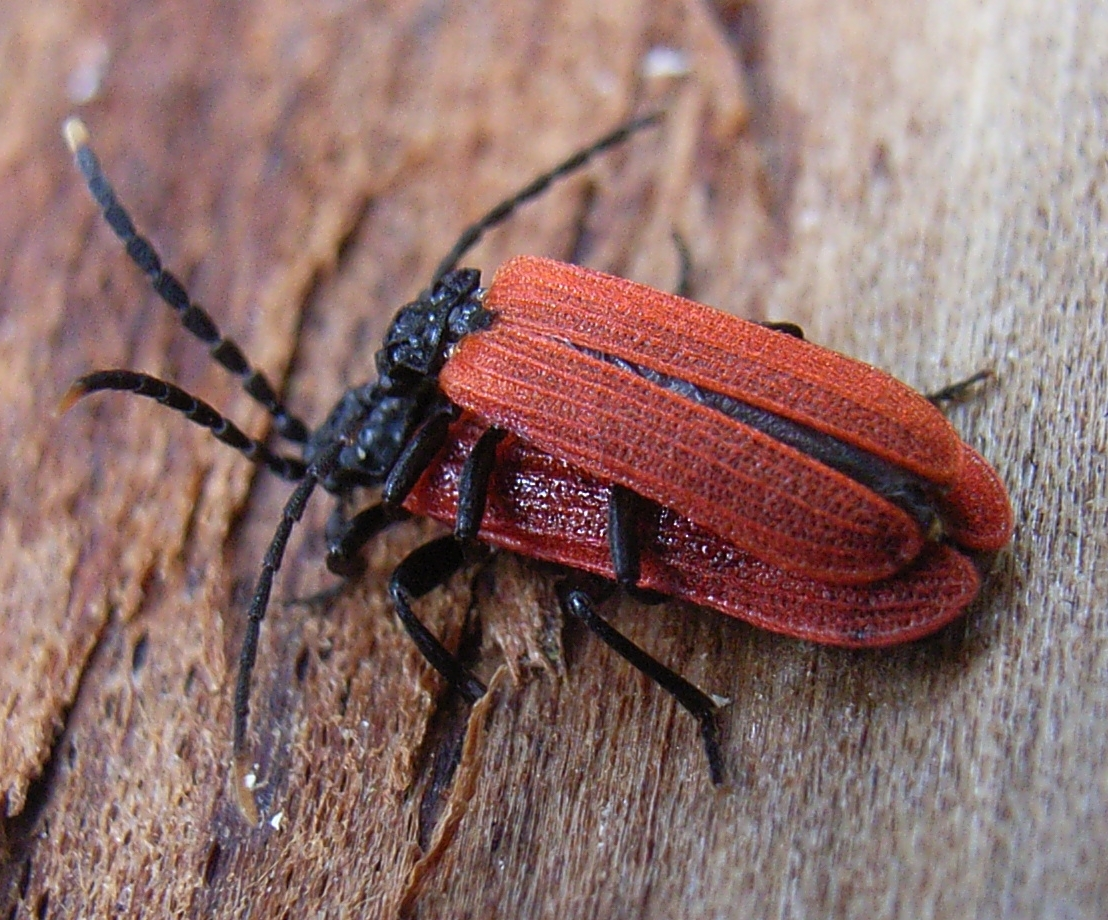